# Mende Nazer

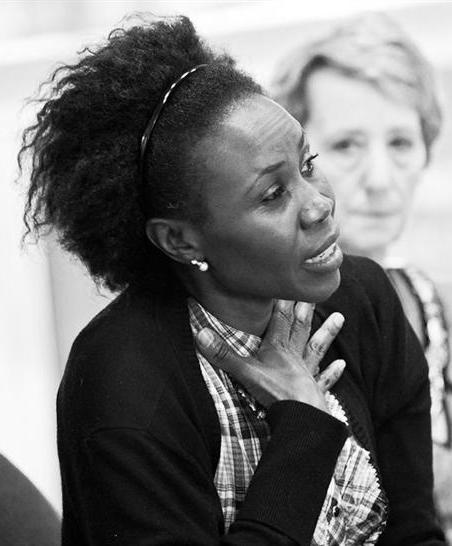
Mende Nazer

Mende Nazer (nacida alrededor de 1982) es una escritora sudanesa y activista de los Derechos Humanos residente en Reino Unido. Durante ocho años fue esclava en Jartum y Londres. Coescribió el libro Esclava: Mi verdadera historia junto al periodista Damien Lewis en 2002.
Nazer es nuba, de una aldea en las montañas Nuba, hoy Sudán del Sur. A la edad de doce o trece años –como es costumbre entre su gente, se desconoce su fecha de nacimiento–, fue secuestrada y vendida como esclava en una razia contra su aldea. A pesar de que su familia huyó de los asaltantes hacia las montañas, al separarse brevemente de su padre, fue sorprendida por uno de los atacantes. Su primer captor abusó sexualmente de ella y la entregó a una familia árabe residente en Jartum. Durante seis años, Nazer fue obligada a trabajos forzados y sometida a malos tratos físicos y psicológicos.

## Escape y solicitud de asilo
Seis años después de su cautiverio, Nazer fue enviada a Londres con un visado obtenido de forma engañosa. Sirvió sin paga alguna en el hogar de un diplomático sudanés, Abdel al-Koronky, en ese entonces encargado de negocios de Sudán, quien residía en Willesden Green al noroeste de Londres. Después de tres meses, con la ayuda de compatriotas sudaneses, logró escapar y solicitó asilo a los pocos días. El Ministerio del Interior denegó su solicitud al principio, dos años después de que fuera presentada. Esto provocó el surgimiento de un movimiento que la apoyaba, integrado por individuos y organizaciones de Derechos Humanos, incluida Anti-Slavery International. Su autobiografía ya se había publicado en Alemania en el momento de la negación, en coautoría con Damien Lewis, periodista británico. El Ministerio del Interior invirtió su negación y le concedió el asilo político en noviembre de 2002. La decisión reconoció que «en vista de la amplia publicación de su libro y el alto perfil dado a sus reclamaciones tanto en Sudán como en otros lugares, reconozco que la Madam Nazer se enfrentaría a dificultades que la traerían dentro del ámbito de aplicación de la Convención de 1951 si se le devolviera a Sudán. Por estas razones se ha decidido reconocerla como refugiada y otorgarle permiso indefinido para permanecer en el Reino Unido». El gobierno lo concedió por el hecho de que se hubiera publicitado ampliamente su historia, y no porque reconociera su historia como verdadera.
En 2003, se publicó la edición en inglés de su autobiografía. En 2010, la historia de su vida fue dramatizada en el programa de Channel Four I Am Slave, protagonizada por Wunmi Mosaku, como lo hizo en la obra de teatro, Esclava - Una cuestión de libertad de la Feelgood Theatre Productions.

## Demanda alSunday Telegraph
Después de que el Sunday Telegraph publicó un artículo de segunda mano de su experiencia como esclava en septiembre de 2000, Al-Koronky demandó al periódico por difamación. En julio de 2002, antes de que el caso llegara a juicio, el periódico se retractó de su historia y se comprometió a pagar daños y perjuicios. Nazer y el coautor de su autobiografía, publicada en 2003, afirman que este resultado es producto de la incompetencia profesional del reportero del Telegraph. El periodista en particular nunca se reunió con Mende antes de la publicación del artículo.